# Distretto di Brezno
Il distretto di Brezno (okres Brezno) è un distretto della Slovacchia centrale, nella regione di Banská Bystrica. Fino al 1918, la maggior parte dell'attuale distretto appartenne alla contea di Zvolem, eccetto Polomka, nella parte orientale, che faceva parte della contea di Gemer a Malohont.

## Geografia antropica
Il distretto è composto da 1 città e 29 comuni:

### Città
- Brezno

### Comuni
- Bacúch
- Beňuš
- Braväcovo
- Bystrá
- Čierny Balog
- Dolná Lehota
- Drábsko
- Heľpa
- Horná Lehota
- Hronec
- Jarabá
- Jasenie
- Lom nad Rimavicou
- Michalová
- Mýto pod Ďumbierom

- Nemecká
- Osrblie
- Podbrezová
- Pohorelá
- Pohronská Polhora
- Polomka
- Predajná
- Ráztoka
- Sihla
- Šumiac
- Telgárt
- Valaská
- Vaľkovňa
- Závadka nad Hronom